# إليزابيث: العصر الذهبي
إليزابيث: العصر الذهبي (بالإنجليزية: Elizabeth: The Golden Age)‏ هو فيلم دراما تم إنتاجه في المملكة المتحدة سنة 2007. الفيلم من إخراج شيكار كابور وكتابة ويليام نيكلسون ومايكل هيرست.

## بطولة
- كيت بلانشيت
- جيوفري راش
- كلايف أوين
- سامانثا مورتن

## القصة
الملكة اليزابيث تتحمل أزمات متعددة في وقت متأخر من فترة حكمها بما في ذلك مؤامرات المحكمة، مؤامرة اغتيال ، الأرمادا الإسبانية ، وخيبات أمل رومانسية.

## الميزانية والإيرادات
بلغت تكلفة إنتاج الفيلم حوالي 50–60 مليون دولار بينما حقق أرباحا تقدر بـ 74,237,563 دولار.

## روابط خارجية
- إليزابيث: العصر الذهبي على موقع IMDb (الإنجليزية)
- إليزابيث: العصر الذهبي على موقع ميتاكريتيك (الإنجليزية)
- إليزابيث: العصر الذهبي على موقع الموسوعة البريطانية (الإنجليزية)
- إليزابيث: العصر الذهبي على موقع روتن توميتوز (الإنجليزية)
- إليزابيث: العصر الذهبي على موقع نتفليكس (الإنجليزية)
- إليزابيث: العصر الذهبي على موقع قاعدة بيانات الأفلام العربية
- إليزابيث: العصر الذهبي على موقع ألو سيني (الفرنسية)
- إليزابيث: العصر الذهبي على موقع Turner Classic Movies (الإنجليزية)
- إليزابيث: العصر الذهبي على موقع أول موفي (الإنجليزية)
- إليزابيث: العصر الذهبي على موقع بوكس أوفيس موجو (الإنجليزية)